# TVR Moldova
TVR Moldova es un canal de televisión pública perteneciente a TVR que emite para Moldavia. Emite programas culturales y locales, de entretenimiento e información.

## Historia
El canal inició emisiones el 1 de diciembre de 2013 tras la firma de un acuerdo entre las autoridades moldavas y rumanas.
Anteriormente, TVR estuvo presente en Moldavia desde su independencia en 1991. Sin embargo, el 7 de septiembre de 2007, la frecuencia donde emitía TVR 1 fue otorgada a Canal 2. Posteriormente, TVR impugnó la decisión del Consejo de Coordinación Audiovisual de Moldavia ante los tribunales y presentó una queja ante el Tribunal Europeo de Derechos Humanos.
El conflicto terminó con una tregua entre las dos partes, firmada el 12 de septiembre de 2013, mediante la cual las autoridades moldavas se comprometieron a que el nuevo canal de televisión fuera asumido por todas las compañías de cable del país, y TVR se comprometió a producir programas sobre Moldavia.
En 2025, el canal comenzó a emitir en Transnistria.

## Programación
- Telejurnal Moldova
- Reportajul Telejurnalului
- Matinalii
- Învingători